# Guerras Mandalorianas
Las Guerras Mandalorianas son una serie de conflictos del universo de Star Wars narrados en la saga de juegos Star Wars: Caballeros de la Antigua República de Obsidian y cómics de Dark Horse de Knights of the Old Republic.
Las Guerras Manadalorianas comenzaron con una serie de ataques a mundos no pertenecientes a la Antigua República durante cerca de una veintena de años por los neo-cruzados mandalorianos.
Los mandalorianos, liderados por un nuevo Mandalore, Mandalore el Último, se fueron haciendo con posiciones que rodeaban los planetas exteriores de la República, dominando una gran parte de lo que había sido antaño el Imperio Sith.

## Primer Año
3963 años ABY (Antes de la Batalla de Yavin) comenzaban las Guerras Mandalorianas cuando los mandalorianos conquistaron bestialmente tres sistemas planetarios. Uno de los sistemas era el del planeta Onderon y su luna Dxun, en la cual perdieron la última guerra los mandalorianos, resultando exiliados allí. Los mandalorianos establecieron Dxun como base central.
Los mandalorianos atacaron mundos indiscriminadamente, desde ese momento; organizando verdaderas matanzas y destruyendo todo lo posible, mientras muchos soldados republicanos se escondían en casas de los civiles, acobardados. Esto puede verse en la invasión de Iridonia y los otros mundos iridonianos que eran parte de la República.
El Senado Galáctico decidió intervenir por fin e instó al Consejo Jedi a prestar ayuda, pero estos dijeron que aún se estaban sanando las heridas de la Guerra Sith. Lo cierto era que algunos miembros del Consejo, como Vandar Tokare, predijeron que si intervenían producirían un mal mayor y que la verdadera amenaza estaba aún por llegar. Los Jedi no lo sabían, pero los mandalorianos habían sido inducidos a pelear por reto de los últimos Sith existentes, discípulos del difunto Lord Oscuro Exar Kun, en cuyos cuerpos éste consiguió introducir los espíritus y el conocimiento de milenarios Maestros Sith del Edad de Oro de los Sith.

## Segundo Año
Los mandalorianos continuaron su avance imparable primero por el Borde Exterior y luego por el Sector Corelliano hasta casi el Núcleo. Sus primeros ataques fueron a planetas lejanos: el metropolitano Taris; los bosques y llanuras xoxin de Eres 3, que incendiaron de forma tan horrible que una decena de años después las llamas seguirían vivas; las ciudades de cristal Stereb de Serroco, de las cuales solo quedaron agujeros.
Los mandalorianos llegaron a las puertas del sistema corelliano cayendo con su flota sobre mundos de este sector, como Duro, donde redujeron sus ciudades espaciales a ceniza.

## Tercer Año
El Maestro Revan tropezó entonces con Malachor 5 un planeta cercano a la región del antiguo Imperio Sith. Poco después el antiguo aprendiz de Revan, el Caballero Jedi Malak, reclutó a una gran cantidad de Jedi, jóvenes en su mayoría: Xaset Tarep, Arren Kae, Nisotsa, Talvan Esan, Cariaga Sin o la famosa Jedi exiliada.
Estos Jedi fueron cada vez más y el Senado puso la flota a su cargo con líderes como el General Derred, Mon Halan o el Almirante Saul Karath (que más adelante serían traidores).
Revan utilizó técnicas agresivas poniendo importantes planetas como cebo a los mandalorianos, vaciándolos de tropas que luego aumentarían el catallón que ejecutaría la trampa. Los mandalorianos ganaron alguna batalla como la de Dagary Minor contra los Jedi o como la de Jagga, en la que el líder mandaloriano Cassus Fett asesinó a un capitán republicano y se quedó con su fragata. No obstante los Jedi los expulsaron de muchos planetas, terminando con Taris y con la Batalla de Dxun (en la cual el Jedi Exiliado perdió a la mitad de su batallón por culpa de la falta de asistencia de droides suficientes para reconocer el terreno; luego Revan liquidaría junto a las torres antiaéreas. A partir de ahí la mayor parte de combates se llevó a cabo en territorio mandaloriano.
Por último Revan consiguió empujar a los mandalorianos hasta un mundo que tenían prohibido: Malachor 5. Allí Revan llevó a todos los soldados y Jedi que le eran menos leales para que si alguien debiera morir en combate fueran ellos.
Revan dirigió la batalla desde la antigua y abandonada Academia Trayus, donde finalmente se enfrentaría en duelo cuerpo a cuerpo a Mandalore el Último, derrotándolo. El Lado Oscuro envolvió a Revan para ayudarlo a vencer, pero muchos dicen que nunca cayó en él. La Jedi exiliada ordenó que se activase la máquina conocida como Generador de Masa, diseñada por el ingeniero zabrak Bao-Dur.
Al activarse la máquina ambos ejércitos y el planeta quedaron dañados muy gravemente, pero fueron los mandalorianos los que sufrieron una peor derrota, tanto en aire (véase derrota en combate caza/caza de un Jedi contra el mandaloriano Bralor) como en tierra. La utilización de esta arma generaría un peligroso eco en la Fuerza.
El ejército mandaloriano cayó.

## Revan y su visión de la guerra
Revan fue el único Jedi capaz de ver que las Guerras Mandalorianas tenían un motivo oculto y vio que los remanente de los antiguos Sith habían instado a los mandalorianos a debilitar con una guerra salvaje a la República.
Durante la guerra Revan vio que los Jedi estaban atados a su código para actuar y la República caería para ser puesta en bandeja a los Sith. Cuando descubrió Malachor y su abandonada Academia Sith Trayus Revan intentó comprender las enseñanzas y poderes Sith para utilizarlos cuando estos reapareciesen y contra los mandalorianos débiles tras la guerra.
Revan elaboró un plan maestro y repelió a los mandalorianos intentando sumar cuantos más Jedi posibles.
Revan utilizó el poder oscuro Sith para derrotar a los mandalorianos y tras la guerra vio que los Jedi no podrían enfrentarse a los Sith antiguos si decidían volver, así que trató de crear un ejército y seducir todos los Jedi posibles a su lado, matándolos solo si no se unían. La Guerra Civil Jedi durante los años de Revan consistió en un plan del Lord Sith para conquistar la República y eliminar a los débiles Jedi en favor de los suyos para poder preparar la República frente a un posible ataque de los antiguos Sith. Por eso nunca dañó voluntariamente un mundo sino que procuró solo invadir sin daño.

## Consecuencias
Tras ser ganada la batalla de Malachor, Revan utilizó el poder de la Academia Sith y del Lado Oscuro para transmitir las enseñanzas y doctrina Sith a los Jedi y soldados allí congregados. Un tercio de la flota republicana y los Jedi desaparecieron con la excusa de destruir a los últimos mandalorianos.
Solo un Jedi regresó, y fue juzgado por el Alto Consejo Jedi. Era el Jedi Exile, que no pudo ser seducido por el poder oscuro de la Academia Trayus, aislado de la Fuerza por la matanza cometida sobre algunos aliados por el Generador de Masa. Fue exiliado y el Consejo no pudo obtener la información que querían sobre Revan y sus Jedi.
Poco después se produciría la llegada de un batallón conocido como Imperio Sith y se declararía la Guerra Civil Jedi.

## Cronología
- 3983-3963 BBY Ataques mandalorianos a mundos no-alineados.
- 3963 BBY Los Mandalorianos atacan tres sistemas estelares entre los que se encuentran Onderon y su luna, Dxun. Conquistan mundos y sectores como Iridonia y atacan la estación republicana Flashpoint.
- 3962 BBY El Consejo Jedi renuncia a entrar en la guerra mientras ocurren las batalla de Serroco, Eres 3, Duro y Taris.
- 3961 BBY El Maestro Jedi Revan consigue que un gran número de Jedi se encaminen a la guerra como generales del ejército republicano y se producen batallas como la de Dagary Minor, la de la reconquista de Taris, la de la reconquista de Dxun o la batalla de Jagga. Se produce la última batalla en Malachor 5.
- 3960 BBY Finaliza la guerra y los mandalorianos son desarmados mientras nacen unos nuevos Sith.

- Datos: Q3119183